# 意識相關神經區

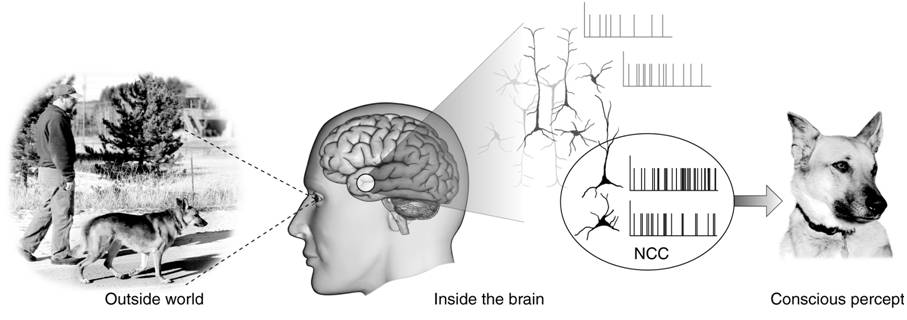
意識的神經相關物（NCC）構成了足以產生特定意識感知或明確記憶的最小神經事件和結構集合。此案例涉及新皮質錐體神經元的同步動作電位。

意識相關神經區(英语：neural correlates of consciousness, NCC) 是足以產生與其相關的心理狀態的最小神經事件和機制集合。 神經科學家使用實證研究方法來發現主觀現象的神經相關物；也就是說，必然且經常與特定經驗相關的神經變化。

## 意識的神經生物學方法
一門意識的科學必須解釋主觀心理狀態與大腦狀態之間的確切關係，意識的心靈與身體中的電化學相互作用之間的關係本質（心身問題）。在這方面，神經心理學和神經哲學的進展來自於專注於身體而非心靈。在此背景下，意識的神經相關物可以被視為其原因，意識可以被認為是未定義的複雜系統中依賴狀態的特性，這是一個適應性強且高度互聯的生物系統。
發現與描述神經相關性，並不能提供一個能解釋特定系統如何產生任何經驗的意識因果理論，也就是所謂的意識的難題，但理解NCC可能是邁向因果理論的一步。大多數神經生物學家認為，產生意識的變數應該是在由經典物理規範的神經元層級中找到。也有基於量子力學的量子意識理論被提出。
在神經網路中顯現出明顯的冗餘性和平行性，因此，雖然某一群神經元的活動在某些情況下可能與某個知覺相關，但如果該神經元群失去功能或被抑制，不同的神經元群也可能調節相關的知覺。每個現象性的、主觀的狀態都有其神經相關物（NCC）這一點是可能的。當NCC可以被人工誘發時，受試者會經驗到相關的知覺，而干擾或抑制與特定知覺相關的區域則會影響該知覺，或使其消失，這對應出由神經區域到知覺本質的因果關係。
多年來被提出的建議包括：是什麼特徵構成NCC？感知與聽覺的NCC有什麼共通點？NCC是否在任何給定時間都涉及大腦皮質中的所有錐體細胞？還是僅涉及前額葉中投射到後方感覺皮質的長程投射細胞子集？以節律方式發放的神經元？以同步方式發放的神經元？
神經科學家結合分子生物學方法與光學工具（例如Adamantidis等人，2007）來操控神經元的能力日益增強，而這依賴於適當行為測試與適合大規模基因體分析與操作的模式生物的同步發展。將動物中精細的神經元分析與人類日益敏感的心理物理和腦部影像技術結合，再輔以健全的理論預測架構，有望理性地理解意識這一生命的核心謎題之一。
研究顯示，在人類胎兒發育第二孕期末期，腦部結構出現顯著且可測量變化，這促進了早期意識在胎兒中的出現。這些結構性發展包括神經連接的成熟和與感官處理及情緒調節相關的關鍵腦區的形成。隨著這些區域的整合，胎兒開始對外界刺激產生反應，顯示對環境的初步感知。這一早期意識階段至關重要，因為它為日後的認知及社會發展奠定基礎，影響個體出生後與外在世界的互動方式。

## 喚醒程度與意識內容
意識這個詞有兩個常見但不同的維度，一個涉及清醒和意識狀態，另一個涉及意識內容和有意識狀態。要對任何事物有意識，大腦必須處於相對高的清醒狀態（有時稱為警覺），無論是在清醒或快速動眼期睡眠中，夢中雖然通常不被記住但會生動地體驗到。大腦的清醒狀態隨著晝夜節律波動，但可能受到缺乏睡眠、藥物和酒精、體力消耗等影響。喚醒可以通過行為來測量，例如觸發某些標準反應的信號幅度（例如，引起眼球運動或頭部轉向聲源所需的聲音水平）。臨床醫生使用昏迷指數等評分系統來評估患者的清醒程度。
高的清醒狀態與具有特定內容的意識狀態相關，例如看到、聽到、記憶、計劃或幻想某事。不同的意識水平或狀態與不同類型的意識經驗相關。「清醒」狀態與「做夢」狀態（例如，後者幾乎沒有自我反思）以及深度睡眠狀態截然不同。在這三種情況下，大腦的基本生理狀態都會受到影響，就像在改變意識狀態時一樣，例如服用藥物後或在冥想期間，當時的意識感知和洞察力可能會比正常清醒狀態增強。
臨床醫生談論「意識狀態受損」，如「昏迷狀態」、「持續性植物狀態」（PVS）和「最低意識狀態」（MCS）。在這裡，「狀態」指的是不同程度的外部/物理意識，從昏迷、持續性植物人狀態和全身麻醉中的完全缺失，到最低意識狀態中的波動且有限的意識感知形式，如夢遊或在複雜部分性癲癇發作期間。 處於最低意識狀態的患者可接觸到的意識狀態或經驗範圍相對有限。在腦死中沒有喚醒，但尚不清楚經驗的主觀性是否被中斷，而不是其與有機體的可觀察聯繫。功能性神經影像顯示，假定為無意識的植物人患者的大腦皮層部分仍然活躍； 然而，這些區域似乎與需要意識的聯合皮質(associative cortical )區域功能上脫節。
從深度睡眠到昏昏欲睡再到完全清醒，意識經驗的潛在豐富性似乎會增加，這可以使用複雜性理論中的概念來量化，該理論結合了意識經驗的維度和細緻度，以提供整合資訊理論的意識解釋。 隨著行為喚醒的增加，可能的行為範圍和複雜性也會增加。然而，在快速眼動睡眠中，會出現特徵性的肌肉無力、低運動喚醒，且人難以被喚醒，但仍有高代謝和腦電活動以及生動的感知。
在視丘、中腦和橋腦中具有不同化學特徵的許多核團必須運作，才能使個體處於足夠的腦喚醒狀態以體驗任何事物。因此，這些核團屬於意識的促成因素。相反地，任何特定意識感知的具體內容可能是由皮質中的特定神經元及其相關的衛星結構（包括杏仁核、視丘、透明隔核和基底神經節）所介導的。

## 知覺的神經基礎
能夠精確操控視覺感知的時間和空間，使視覺成為尋求NCC的首選模式。心理學家已經完善了多種技術——遮蔽(Visual masking)、雙眼競爭、連續閃光抑制(Flash suppression)、運動誘發盲點(Motion-induced blindness)、變化盲視(Change blindness)、不注意盲(Inattentional blindness)——這些技術中，世界上物理刺激與受試者心中相關感知之間看似簡單明確的關係被打破。 特別是刺激可以在感知上被抑制數秒甚至數分鐘：影像投射到觀察者的一隻眼睛中，但卻是不可見的。在這種方式下，可以隔離出對主觀感知而非物理刺激作出反應的神經機制，從而允許在大腦中追蹤視覺意識。在感知錯覺中，物理刺激保持不變，而感知則波動。最著名的例子是內克爾立方體，其12條線可以在深度上以兩種不同方式被感知。

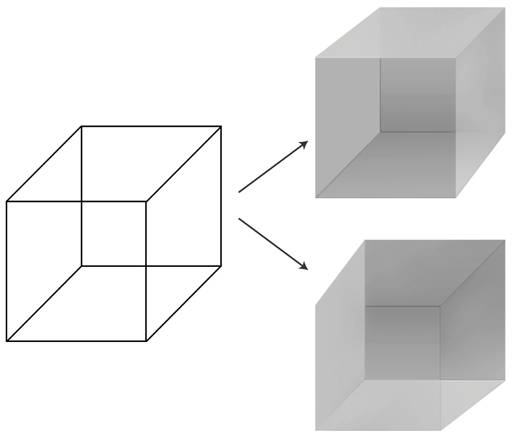
奈克爾立方體：左邊的線條圖可以被感知為右邊所示的兩種不同深度配置之一。在沒有其他線索的情況下，視覺系統會在這兩種解釋之間來回切換。

一種可以精確控制的知覺錯覺是雙眼競爭。在這裡，一個小圖像，例如水平光柵，呈現在左眼，而另一個圖像，例如垂直光柵，則顯示在右眼的相應位置。儘管視覺刺激是恆定的，觀察者會有意識地看到水平光柵每隔幾秒與垂直光柵交替出現。大腦不允許同時感知兩個圖像。
Logothetis和同事在清醒的獼猴進行雙眼競爭任務時，記錄了多個視覺皮層區域。獼猴可以被訓練來報告它們看到的是左邊還是右邊的圖像。切換時間的分佈以及改變一隻眼睛的對比度對這些的影響，幾乎毫無疑問地表明猴子和人類經歷的是相同的基本現象。在初級視覺皮層（V1），只有一小部分細胞的反應會隨著猴子的感知而略微調整，而大多數細胞則對某一個視網膜刺激作出反應，幾乎不考慮動物當時的感知。然而，在沿著腹流(ventral stream)的高階皮層區域如下顳皮層，幾乎所有神經元僅對感知上占優勢的刺激作出反應，因此一個「臉部」細胞只有在動物表示看到臉部而不是另一隻眼睛所呈現的圖案時才會發火。這意味著NCC涉及在下顳皮層活躍的神經元：下顳皮層和部分前額葉皮層的神經元之間的特定互惠作用可能是必要的。
多項功能性磁振造影（fMRI）實驗利用雙眼競爭和相關幻覺來識別人類視覺意識下的血流動力活動，明確顯示腹側路徑的高階區域（例如梭狀回面孔區(Fusiform face area)和海馬旁回場所區）以及包括V1和外側膝狀核（LGN）在內的早期區域，跟隨的是知覺而非視網膜刺激。 此外，多項fMRI和DTI實驗表明V1是視覺意識所必需但不足夠的。
在一個相關的知覺現象中，閃光抑制，投射到一隻眼睛的圖像所對應的知覺會被閃爍另一圖像到另一隻眼睛所抑制，而原始圖像仍然存在。與雙眼競爭相比，其方法學上的優勢在於知覺轉換的時間由外部觸發器決定，而非內部事件。經過訓練以報告其在閃光抑制期間知覺的猴子，其下顳皮質和上顳溝的大多數細胞會跟隨動物的知覺：當細胞的偏好刺激被感知時，細胞會作出反應。如果圖像仍然存在於視網膜上但在知覺上被抑制，細胞會沉默，即使初級視覺皮質的神經元仍在放電。 在癲癇患者的內側顳葉進行的單神經元記錄同樣顯示出當偏好刺激存在但在知覺上被遮蔽時，反應被消除。

## 全域性意識障礙 (Global disorders of consciousness)
由於目前尚無公認的判準來界定意識所需的最小神經相關因子，因此，在臨床上往往難以區分長期植物人狀態的病患（他們可能會出現規律的睡眠－清醒週期轉換，甚至能夠移動或微笑）與最低意識狀態的病患（他們偶爾能以有意義的方式進行溝通，例如透過不同的眼球運動，並顯示出某些意識的跡象）。在施行全身麻醉時，病患不應經歷心理創傷，但其喚醒程度仍需符合臨床需求。

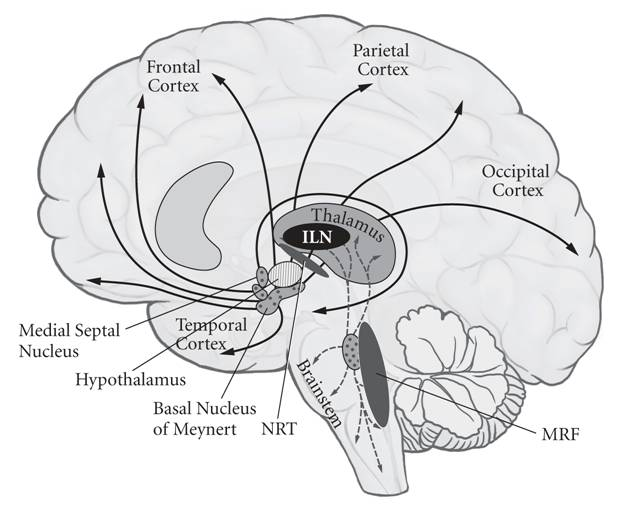
腦幹和丘腦的中線結構對於調節大腦喚醒水平是必要的。這些核團中的小型雙側病變會導致意識的全面喪失。

血氧水平依賴的功能性磁振造影顯示，一名在重度創傷性腦損傷後處於植物人狀態的患者，在被要求想像打網球或參觀他/她的房間時，顯示出正常的大腦活動模式。 對於這類意識全域性障礙患者（包括失能性不語症(akinetic mutism)）的差異性腦成像顯示，廣泛的皮質網絡功能障礙，包括內側和外側前額葉及頂葉聯合區，與意識的全面喪失有關。 顳葉癲癇發作中意識受損同樣伴隨著額葉和頂葉聯合皮質的腦血流減少，以及中線結構如內側背丘腦的血流增加。
相對局部的雙側損傷於中線（旁正中）皮質下結構也可能導致完全失去意識。 因此，這些結構啟動並控制大腦的喚醒（由代謝或電活動決定），是必要的神經相關因素。其中一個例子是位於上腦幹（橋腦、中腦和後下丘腦）兩側的二十多個核的異質集合，統稱為網狀激活系統（RAS）。它們的軸突廣泛投射到整個大腦。這些核——具有自身細胞結構和神經化學特性的三維神經元集合——釋放不同的神經調節物質，如乙醯膽鹼、去甲腎上腺素/正腎上腺素、血清素、組織胺和食慾素/下丘腦分泌素，以控制丘腦和前腦的興奮性，調節清醒與睡眠之間的交替以及行為和大腦喚醒的一般水平。然而，在此類創傷後，丘腦和前腦的興奮性最終可以恢復，意識可以回復。 另一個促成意識的因素是丘腦的五個或更多層間核（ILN）。這些核接收來自許多腦幹核的輸入，並強烈地、直接地投射到基底神經節，並以更分散的方式投射到大部分新皮質的第一層。相對較小（1 cm3或更小）的雙側丘腦ILN病變會完全消除所有意識。

## 前向投射與反饋投射
許多對感覺輸入的反應動作是快速、短暫、刻板且無意識的。 這些動作可以被視為皮質反射，其特徵是快速且有些刻板的反應，這些反應有時會表現為相當複雜的自動化行為，例如在複雜部分性癲癇發作中所見到的情形。這些自動化反應，有時被稱為「殭屍行為」， 可以與較慢、用途更廣的意識模式形成對比，後者以較慢的速度處理感覺輸入中較廣泛、較不刻板的面向（或這些面向的反映，如心像），並需要時間來決定適當的思考與反應。如果沒有這種意識模式，將需要大量不同的殭屍模式來應對不尋常的事件。
區別人類與大多數動物的一個特徵是，我們並非天生就擁有能讓我們獨立生存的廣泛行為程式庫（「生理早熟(Physiological prematurity)」）。為了彌補這一點，我們擁有無與倫比的學習能力，也就是說，能夠透過模仿或探索有意識地習得這些程式。一旦有意識地習得並經過充分練習，這些程式就能自動化到執行時超出我們意識範圍的程度。例如，彈奏貝多芬鋼琴奏鳴曲時展現出的精細動作技能，或是在蜿蜒山路上騎乘機車所需的感覺運動協調能力。這些複雜行為之所以可能，正是因為其中足夠多的子程式能以極少甚至無需有意識控制的方式執行。事實上，有意識的系統實際上可能會在某種程度上干擾這些自動化程式。
從演化的觀點來看，同時擁有能夠以刻板且自動化方式迅速執行的自動化行為程式，以及一個稍微較慢、能夠留給思考與規劃更複雜行為的系統，顯然是有意義的。後者可能是意識的主要功能之一。然而，其他哲學家則認為，意識在演化過程中並非任何功能性優勢所必需的。 他們主張，沒有人能夠提出因果性的解釋，說明為什麼一個在功能上等同但沒有意識的生物（即哲學殭屍）無法獲得與有意識生物完全相同的生存優勢。如果演化過程對於由有意識生物O與無意識生物O*執行功能F之間的差異視而不見，那麼意識究竟能帶來什麼適應性優勢就變得不明確。 因此，有些理論學者傾向於採用意識的擴展適應（exaptive）解釋，認為意識並非作為一種適應而演化，而是隨著其他發展（如腦容量增加或大腦皮質重組）而產生的擴展適應。 這種意義下的意識被比擬為視網膜上的盲點——它並非視網膜的適應性產物，而只是視網膜神經軸突連接方式的副產品。 包括Pinker、Chomsky、Edelman和Luria等多位學者都指出，人類語言的出現對於高階意識發展過程中，作為學習與記憶的重要調節機制具有重要意義。
在大腦皮質中，視覺殭屍模式似乎主要利用頂葉區域的背側通道。然而，頂葉的活動可以透過對腹側通道產生注意力效應來影響意識，至少在某些情況下是如此。視覺的意識模式很大程度上依賴於早期視覺區域（V1以外），尤其是腹側通道。
看似複雜的視覺處理（例如在自然、雜亂場景中偵測動物）可以由人類大腦皮質在130–150毫秒內完成，這個時間遠遠不足以產生眼球運動和有意識的知覺。此外，像前庭動眼反射(oculovestibular reflex)這樣的反射動作發生的時間尺度甚至更快。這些行為很有可能是由一個純粹前饋的脈衝活動波所介導，該活動波從視網膜經過V1，進入V4、IT和前額葉皮質，最終影響脊髓中控制手指按壓的運動神經元（如典型的實驗室實驗中所見）。基本資訊處理是前饋式的這一假說，最直接的支持來自於IT細胞產生選擇性反應所需的極短時間（約100毫秒）。
相反地，意識知覺被認為需要更持續、反覆的神經活動，很可能是透過來自新皮質額葉區域回饋到感覺皮質區的全域性回饋，這種活動會隨時間累積，直到超過臨界閾值。此時，持續的神經活動會迅速傳播到頂葉、前額葉和前扣帶皮質區、視丘、屏狀體及其他相關結構，這些結構支持短期記憶、多模態整合、規劃、語言及其他與意識密切相關的過程。競爭機制會防止同時且主動地表徵多於一個或極少數的知覺。這是全局工作空間理論對意識的核心假說。
簡而言之，雖然視丘-皮質系統中快速但短暫的神經活動可以在沒有有意識感覺的情況下調節複雜行為，但推測意識需要依賴於長距離皮質-皮質反饋的持續且有組織的神經活動。

## 歷史
神經生物學家克里斯特弗里德·雅各布（1866–1956）主張，唯一必須具有神經對應的狀態是直接的感覺和反應；這些被稱為「語調」(intonations)。
動物的神經生理學研究對於意識行為的神經相關性提供了一些見解。Vernon Mountcastle在1960年代初期，開始研究這一組問題，他稱之為「心智/大腦問題」，方法是研究體感覺系統(somatic sensory system)中知覺的神經基礎。他在約翰霍普金斯大學的實驗室與NIH的Edward V. Evarts一起，是最早從行為猴子身上記錄神經活動的團隊之一。受到SS Stevens強度估計法優雅性的啟發，Mountcastle的團隊發現三種不同的體感覺型態共享一個認知屬性：在所有情況下，周邊神經元的發放率都與所引發的知覺強度呈線性關係。更近期，Ken H. Britten、William T. Newsome和C. Daniel Salzman證明，在猴子的MT區域，神經元的反應變異性顯示它們是運動方向決策的基礎。他們首先利用訊號偵測理論證明神經元發放率可預測決策，接著又證明刺激這些神經元可以可預測地影響決策。Ranulfo Romo隨後在體感覺系統中進行了類似研究，利用不同的知覺和大腦區域，證實少數幾個大腦區域的神經元就能主導知覺決策。
其他實驗室團隊在更複雜的認知任務中，延續了Mountcastle將認知變數與神經元活動相關聯的開創性工作。雖然猴子無法用語言描述牠們的感知，但已經設計出行為任務，讓動物可以透過非語言方式回報，例如做出手部動作。許多這類研究利用知覺錯覺作為區分感覺（即大腦接收到的感覺資訊）與知覺（即意識如何詮釋這些資訊）的方法。代表知覺而非僅僅是感覺輸入的神經元活動模式，被解讀為意識神經相關物的反映。
利用這種設計，Nikos Logothetis及其同事在顳葉發現了反映知覺的神經元。他們創造了一種實驗情境，將相互衝突的影像呈現給不同的眼睛（即雙眼競爭）。在這種情況下，受試者會報告雙穩態知覺：他們會交替感知其中一個或另一個影像。Logothetis及其同事訓練猴子用手臂動作報告牠們所感知到的影像。Logothetis實驗中的顳葉神經元經常反映猴子的知覺。具有這種特性的神經元在主要視覺皮質中較少被觀察到，該區域對應於視覺處理的相對早期階段。另一組在人類中使用雙眼競爭的實驗顯示，大腦皮質的某些層可以被排除在意識神經相關物的候選範圍之外。Logothetis及其同事在其中一個影像的知覺期間，將影像在雙眼間切換。令人驚訝的是，知覺保持穩定。這表示有意識的知覺保持穩定，同時視覺皮質第4層（即輸入層）的主要輸入已經改變。因此，第4層不可能是意識神經相關物的一部分。Mikhail Lebedev及其同事在猴子的前額葉皮質中觀察到類似的現象。在他們的實驗中，猴子透過眼球運動報告所感知到的視覺刺激移動方向（這可能是一種錯覺）。部分前額葉皮質神經元代表實際的刺激位移，部分則代表感知到的位移。在前額葉皮質中觀察到與知覺相關的神經元，與Christof Koch和Francis Crick的理論一致，他們主張意識的神經相關物位於前額葉皮質。主張分布式神經處理的學者則可能會質疑意識在大腦中有明確位置的觀點。
1994年，弗朗西斯·克里克寫了一本通俗書籍《驚人的假說》，其論點是意識的神經相關性存在於我們的神經細胞及其相關分子中。克里克與他的合作者克里斯托夫·科赫試圖避免與意識研究相關的哲學爭論，強調尋找「相關性」而非「因果關係」。

對於這種相關性的本質有許多爭議空間（例如，這是否需要大腦不同區域神經元的同步放電？額葉或頂葉區域的共同活化是否必要？）。哲學家大衛·查爾莫斯認為，意識的神經相關性，與記憶等其他相關性不同，無法對這一現象提供令人滿意的解釋；他稱之為知覺難題。

## 註解
1. ↑  Koch 2004, Figure 1.1 The Neuronal Correlates of Consciousness p. 16.
2. ↑  Koch 2004, p. 304.
3. ↑  See here 的存檔，存档日期2013-03-13. for a glossary of related terms.
4. ↑  Chalmers, David J., , Metzinger, Thomas  (编), , MIT Press, June 1998 (September 2000), ISBN 978-0-262-13370-8
5. ↑  Squire 2008, p. 1223.
6. ↑  Kandel 2007, p. 382.
7. ↑  Schwartz, Jeffrey M.; Stapp, Henry P.; Beauregard, Mario.  (PDF).
8. ↑  See Chalmers 1998, available online.
9. ↑  Leisman, G., Alfasi, R., & D'Angiulli, A. . 2024  [2025-02-25].
10. ↑  Zeman 2001
11. ↑  Schiff 2004
12. ↑  Laureys, Trends Cogn Sci, 2005, 9:556–559
13. ↑  Tononi et al. 2016
14. ↑  Parvizi, J., & Damasio, A. (2001). Consciousness and the brainstem. Cognition, 79(1–2), 135–160. https://doi.org/10.1016/S0010-0277(00)00127-X.
15. ↑  Kim and Blake 2004
16. ↑  Koch 2004, Figure 16.1 The Bistable Necker Cube, p. 270.
17. ↑  Logothetis 1998
18. ↑  Rees and Frith 2007
19. ↑  Haynes and Rees 2005
20. ↑  Lee et al. 2007
21. ↑  Shimono and Niki 2013
22. 1 2  Crick and Koch 1995
23. ↑  Leopold and Logothetis 1996
24. ↑  Sheinberg and Logothetis 1997
25. ↑  Kreiman et al. 2002
26. ↑  Koch 2004, Figure 5.1 The Cholinergic Enabling System p. 92. See Chapter 5, available on line.
27. ↑  Owen et al. 2006
28. ↑  Laureys 2005
29. ↑  Blumenfeld et al. 2004
30. ↑  Koch 2004,  p. 92
31. ↑  Villablanca 2004
32. ↑  Bogen 1995
33. 1 2  Milner and Goodale 1995
34. ↑  Koch and Crick 2001
35. ↑  Beilock et al. 2002
36. ↑  Flanagan, Owen; Polger, Tom W. . Journal of Consciousness Studies. 1995, 2: 313–321.
37. ↑  Rosenthal, David. . Neuropsychologia. 2008, 46 (3): 829–840. PMID 18164042. S2CID 7791431. doi:10.1016/j.neuropsychologia.2007.11.012.
38. ↑  Harnad, Stevan. . Fetzer, James H.  (编). . John Benjamins. 2002  [2011-10-26].
39. ↑  Feinberg, T.E.; Mallatt, J. . Front Psychol. 2013, 4: 667. PMC 3790330 . PMID 24109460. doi:10.3389/fpsyg.2013.00667 .
40. ↑  Robinson, Zack; Maley, Corey J.; Piccinini, Gualtiero. . Journal of the American Philosophical Association. 2015, 1 (2): 365–383. S2CID 170892645. doi:10.1017/apa.2014.10.
41. ↑  Thorpe et al. 1996
42. ↑  VanRullen and Koch 2003
43. ↑  Baars 1988
44. ↑  Dehaene et al. 2003
45. ↑  Koch, Christof. . Englewood, US-CO: Roberts & Company Publishers. 2004. ISBN 978-0-9747077-0-9.
46. ↑  See Cooney's foreword to the reprint of Chalmers' paper: Brian Cooney (编). . . Cengage Learning. 1999: 382 ff. ISBN 978-0534528256.
47. ↑  Chalmers, David. . Journal of Consciousness Studies. 1995, 2 (3): 200–219  [2019-01-18]. （原始内容存档于2005-03-08）. See also this link

## 資料來源
- Adamantidis A.R., Zhang F., Aravanis A.M., Deisseroth K. and de Lecea L. (2007) Neural substrates of awakening probed with optogenetic control of hypocretin neurons. Nature. advanced online publication.
- Baars B.J. (1988) A cognitive theory of consciousness. Cambridge University Press: New York, NY.
- Sian Beilock, Carr T.H., MacMahon C. and Starkes J.L. (2002) When paying attention becomes counterproductive: impact of divided versus skill-focused attention on novice and experienced performance of sensorimotor skills. J. Exp. Psychol. Appl. 8: 6–16.
- Blumenfeld H., McNally K.A., Vanderhill S.D., Paige A.L., Chung R., Davis K., Norden A.D., Stokking R., Studholme C., Novotny E.J. Jr., Zubal I.G. and Spencer S.S. (2004) Positive and negative network correlations in temporal lobe epilepsy. Cereb. Cort. 14: 892–902.
- Bogen J.E. (1995) On the neurophysiology of consciousness: I. An Overview. Consciousness and Cognition 4: 52–62.
- Chalmers, David J., , Metzinger, Thomas  (编), , MIT Press, June 1998 (September 2000), ISBN 978-0-262-13370-8
- Crick F. and Koch C. (1990) Towards a neurobiological theory of consciousness. Seminars in Neuroscience Vol2, 263–275.
- Crick F.C. and Koch C. (1995) Are we aware of neural activity in primary visual cortex? Nature 375: 121–3.
- Dehaene S., Sergent C. and Changeux J.P. (2003) A neuronal network model linking subjective reports and objective physiological data during conscious perception. Proc. Natl. Acad. Sci. USA 100: 8520–5.
- Haynes J.D. and Rees G. (2005) Predicting the orientation of invisible stimuli from activity in human primary visual cortex. Nat. Neurosci. 8: 686–91.
- Kandel Eric R. . W. W. Norton & Company. 2007. ISBN 978-0393329377.
- Kim C-Y and Blake R. (2004) Psychophysical magic: Rendering the visible 'invisible'. Trends Cogn. Sci. 9: 381–8.
- Koch, Christof. . Englewood, US-CO: Roberts & Company Publishers. 2004. ISBN 978-0-9747077-0-9.
- Koch C. and Crick F.C. (2001) On the zombie within. Nature 411: 893.
- Kreiman G., Fried I. and Koch C. (2002) Single-neuron correlates of subjective vision in the human medial temporal lobe. Proc Natl. Acad. Sci. USA 99: 8378–83.
- Laureys S. (2005) The neural correlate of (un)awareness: Lessons from the vegetative state. Trends Cogn. Sci. 9: 556–9.
- Lee S.H., Blake R. and Heeger D.J. (2007) Hierarchy of cortical responses underlying binocular rivalry. Nat. Neurosci. 10: 1048–54.
- Leopold D.A. and Logothetis N.K. (1996) Activity changes in early visual cortex reflects monkeys' percepts during binocular rivalry. Nature 379: 549–53.
- Logothetis N. (1998) Single units and conscious vision. Philos. Trans. R. Soc. Lond. B, 353: 1801–18.
- Milner A.D. and Goodale M.A. (1995) The visual brain in action. Oxford University Press, Oxford, UK.
- Owen A.M., Cleman M.R., Boly M., Davis M.H., Laureys S. and Pickard J.D. (2006) Detecting awareness in the vegetative state. Science 313: 1402.
- Rees G. and Frith C. (2007) Methodologies for identifying the neural correlates of consciousness. In: The Blackwell Companion to Consciousness. Velmans M and Schneider S, eds., pp. 553–66. Blackwell: Oxford, UK.
- Sheinberg D.L. and Logothetis N.K. (1997) The role of temporal cortical areas in perceptual organization. Proc. Natl. Acad. Sci. USA 94: 3408–13.
- Schiff, Nicholas D., , Gazzaniga, Michael S.  (编),  3rd, MIT Press, November 2004, ISBN 978-0-262-07254-0
- Shimono M. and Niki K. (2013) Global Mapping of the Whole-Brain Network Underlining Binocular Rivalry. Brain connectivity 3: 212–221.
- Thorpe S., Fize D. and Marlot C. (1996) Speed of processing in the human visual system. Nature 381: 520–2.
- Squire, Larry R.  3rd. Academic Press. 2008: 1256. ISBN 978-0-12-374019-9.
- Tononi G. (2004) An information integration theory of consciousness. BMC Neuroscience. 5: 42–72.
- Tononi, Giulio and Boly, Melanie and Massimini, Marcello and Koch, Christof. . Nature Reviews Neuroscience (Nature Publishing Group). 2016, 17 (5): 450–461. PMID 27225071. S2CID 21347087. doi:10.1038/nrn.2016.44.
- VanRullen R. and Koch C. (2003) Visual selective behavior can be triggered by a feed-forward process. J. Cogn. Neurosci. 15: 209–17.
- Villablanca J.R. (2004) Counterpointing the functional role of the forebrain and of the brainstem in the control of the sleep-waking system. J. Sleep Res. 13: 179–208.
- Zeman A. (2001) Consciousness. Brain. 7: 1263–1289.

## 繼續閱讀
- Atkinson, A., et al. "Consciousness: Mapping the theoretical landscape"
- Chalmers, D. . Philosophy of Mind. Oxford: Oxford University Press. 1995. ISBN 9780195117899.
- Crick, Francis. . Macmillan Reference USA. 1994. ISBN 978-0-684-19431-8.
- Dawkins, MS. . Oxford: Oxford University Press. 1993. ISBN 9780198503200.
- Edelman, GM; Tononi, G. . New York: Basic Books. 2000. ISBN 9780465013777.
- Goodale, MA; Milner, AD. . Oxford: Oxford University Press. 2004. ISBN 978-0-19-856807-0.
- Koch C. and Hepp K. (2006) Quantum mechanics and higher brain functions: Lessons from quantum computation and neurobiology. Nature 440: 611–2. (Freely available from http://www.theswartzfoundation.org/papers/caltech/koch-hepp-07-final.pdf (2007))
- Logothetis, N. K.; Guggenberger, Heinz; Peled, Sharon; Pauls, Jon. . Nature Neuroscience. 1999, 2 (6): 555–562. PMID 10448221. S2CID 21627829. doi:10.1038/9210.
- Schall, J.  "On Building a Bridge Between Brain and Behavior."  Annual Reviews in Psychology.  Vol 55.  Feb 2004.  pp 23–50.
- Vaas, Ruediger (1999): "Why Neural Correlates Of Consciousness Are Fine, But Not Enough". Anthropology & Philosophy Vol. 3, pp. 121–141. https://web.archive.org/web/20120205025719/http://www.swif.uniba.it/lei/mind/texts/t0000009.htm

## 外部連結
- Newsome Lab Publications.